# Månstorp och Billberga tre
Månstorp och Billberga tre var före 2015 en av SCB avgränsad och namnsatt småort i Svalövs kommun i Skåne län. Den omfattade bebyggelse i byarna Månstorp och Billeberga tre belägna öster om Billeberga i Billeberga socken. Området räknas från 2015 som en del av tätorten Billeberga.